# Trembleur
 (juin 2020).
Si vous disposez d'ouvrages ou d'articles de référence ou si vous connaissez des sites web de qualité traitant du thème abordé ici, merci de compléter l'article en donnant les références utiles à sa vérifiabilité et en les liant à la section « Notes et références ».
Pour les articles homonymes, voir Trembleur (homonymie).
Trembleur (en wallon Trimbleu) est une section de la commune belge de Blegny située en Région wallonne dans la province de Liège. C'était une commune à part entière avant la fusion des communes de 1977.
La chapelle, dédiée à saint Joseph, dépend de la paroisse de Mortier.
Bien qu'il s'agisse d'un édifice religieux imposant, il ne peut revendiquer l'appellation d'église parce qu'aucun cimetière n'y est corrélé. On parle donc de chapelle.
Le village de Trembleur comprenait à l'origine le village de Blegny. Au fil des siècles, le village de 
Blegny s'est considérablement développé, tandis que la population du village de Trembleur diminuait. À la fusion des communes en 1977, c'est l'appellation «Blegny» qui a été retenue pour le choix du nom officiel de la commune et de son administration.

## Démographie
- Sources : INS, Rem. : 1831 jusqu'en 1970 = recensements, 1976 = nombre d'habitants au 31 décembre.

## Patrimoine et culture

### Patrimoine architectural et sites
- Pilori, situé rue du gibet.
- Musée Blegny-Mine, patrimoine mondial de l'humanité.

### Culture

#### Événements et lieux d'intérêt

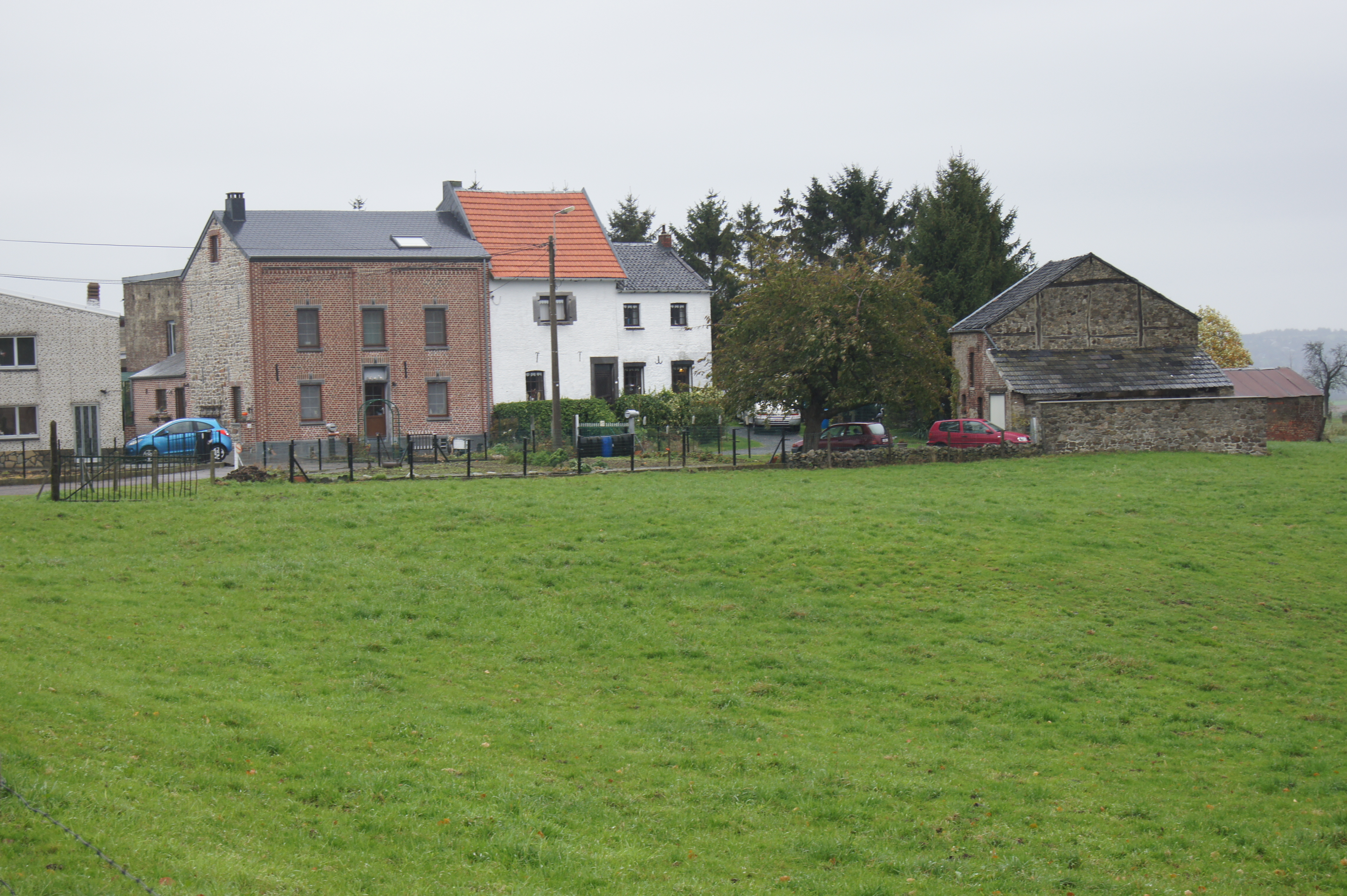
La vieille cour.

- Fête du village (généralement le week-end du 15 août), organisée par le comité des fêtes du village et la jeunesse de Trembleur.
- Fête de printemps (généralement organisée aux alentours de Pâques), organisée par la jeunesse de Trembleur
- Grande brocante (généralement mi-mai), organisée par l'école communale du village.